# Гендерні символи
Гендерні символи — символи, що позначають стать у організмів (включаючи людину).
Два стандартних гендерних символи, що позначають чоловічу ♂ і жіночу ♀ статі, були запозичені з астрономічних позначень. Вперше почав їх використовувати Карл Лінней у 1751 році для позначення статі рослин.
| ♂ | Символ Марса (U+2642 ♂). Символ для позначення чоловічого організму або чоловіка. |
| ♀ | Символ Венери (U+2640 ♀). Символ для позначення жіночого організму або жінки.     |

## Інші символи, пов'язані зі статтю
Численні варіації гендерних символів були розроблені в контексті ЛГБТ культури з 1990 року.
|   | Символ Меркурія (U+263F ☿). Використовується для позначення інтерсексуальності або гермафродитизму. Також використовується для позначення незайманої особи жіночої статі. |
| ⚥ | Поєднання жіночого і чоловічого символів (U+26A5 ⚥). Використовується для позначення інтерсексуальності або трансгендерності.                                             |
|   | Ще один символ трансгендерності, являє собою поєднання чоловічого і жіночого символів з третьою, суміщеною «ручкою», що представляє трансгендерів (Unicode: U+26A7 ⚧).    |